# Калипта Анны
Калипта Анны (лат. Calypte anna) — птица семейства колибри. Вид получил название в честь Анны Массена, герцогини де Риволи (1802—1887).

## Описание
Калипта Анны длиной примерно 10 см, размах крыльев составляет от 11,4 до 12,1 см, вес от 4 до 4,5 г. Присутствует отчётливый половой диморфизм. Оперение у самцов и самок переливающееся зелёное с металлическим отливом. У молодых птиц и самок горло серое, а верхушка головы зелёная. Горло самки с отдельными красными отметинами. У самца верхушка головы и горло красные.

## Распространение
Калипта Анны живёт на западе Северной Америки на тихоокеанском побережье в провинции Британская Колумбия (Канада), от штата Орегон и до штатов Аризона и Нью-Мексико (США). Птицы предпочитают густую растительность, такую как живые изгороди и кусты, однако могут селиться также в парках, садах и открытом лесу.

## Питание
Питание калипты Анны состоит преимущественно из нектара цветов и пыльцы, которые она собирает из цветков, зависая в воздухе. Кроме того, колибри питаются насекомыми, обеспечивая себя достаточным количеством белка.

## Размножение
В брачный период самец взлетает в высоту до 30 м и летит по вогнутой дуге вниз в направлении самки.. В нижней части дуги самец издает высокий (порядка 4 кГц) и очень громкий звук, напоминающий короткий (примерно 1/20 секунды) пронзительный свист. О природе этого звука долгое время шли споры среди биологов. Исследователи установили, что громкий звук раздаётся как раз в те доли секунды, когда самец колибри распускает хвост. Внутренние стороны наружных рулевых перьев хвоста начинают вибрировать, когда при пикировании скорость полёта самца составляет более 23 м в секунду. При этом перья хвоста вибрируют так же, как трость в мундштуке кларнета.
Самец часто оплодотворяет несколько самок и сразу после этого расстаётся с ними. После совокупления самка строит маленькое гнездо из паутины, пуха растений, лишайников или мха. Гнездо устраивается на небольшой высоте незаметно в кусте или на дереве. Самка откладывает в среднем 2 яйца, выводок появляется на свет через 14—19 дней. Птенцы рождаются слепые и неоперённые. Через 18—23 дня они становятся самостоятельными.

## Враги
Наряду с человеком, который разрушает жизненное пространство колибри и использует перья этой птицы для украшений, естественными врагами птицы являются змеи, кошки и дневные хищные птицы.

## Рекорды
Относительно длины своего тела калипта Анны является, пожалуй, самым быстрым позвоночным животным мира. Так, во время брачных полётов птицы достигают скорости 385 размеров тела в секунду (27,3 м/с или 98,28 км/ч), испытывая перегрузки, равные примерно 10 g (ускорений свободного падения у поверхности земли). Для сравнения, сапсаны во время пикирующего полёта развивают скорость до 200 размеров тела в секунду, самолёты-истребители, как, например, МиГ-25, могут достигать только 40-кратного отношения.

## Систематика
В 2014 году было выполнено секвенирование полной геномной последовательности представителя семейства колибри — калипты Анны (C. anna). Благодаря достаточно хорошему качеству сборки генома C. anna, вид имеет важное значение в сравнительной геномике для выяснения эволюции птичьих геномов.